# Patzkea
Genre
Patzkea est un genre de graminées de la sous-famille des Pooideae.

## Étymologie et dénominations
Ce genre a été isolé du reste du genre Festuca en 2010, sur la base d'une analyse phylogénétique, et nommé en l'honneur d'Erwin Patzke (d), spécialiste du genre Festuca. Patzkea paniculata est l'espèce type.
Ses espèces sont nommées en français « Patzkée » ou « Fétuque ».

## Répartition
Ce genre est présent en Europe et en Afrique du Nord,.

## Liste des espèces
Selon le Catalogue of Life (5 avril 2024), GBIF (5 avril 2024) et la World Flora Online (WFO) (5 avril 2024) :
- Patzkea coerulescens (Desf.) H.Scholz
- Patzkea durandoi (Clauson) G.H.Loos
- Patzkea paniculata (L.) G.H.Loos
- Patzkea patula (Desf.) H.Scholz

Selon Plants of the World online (POWO) (5 avril 2024) :
- Patzkea durandoi (Clauson) G.H.Loos
- Patzkea paniculata (L.) G.H.Loos
- Patzkea patula (Desf.) H.Scholz

Selon Tropicos (5 avril 2024) :
- Patzkea coerulescens (Desf.) H.Scholz, 2010
- Patzkea durandoi (Clauson) G.H.Loos, 2010
- Patzkea paniculata (L.) G.H.Loos, 2010
- Patzkea patula (Desf.) H.Scholz, 2010
- Patzkea spadicea (L.) G.H.Loos, 2010

En 2020, une nouvelle combinaison a été publiée :
- Patzkea baetica (Hack.) L.Sáez & Aymerich (synonyme : Patzkea paniculata subsp. baetica (Hack.) H.Scholz)